# یارا اینترنشنال

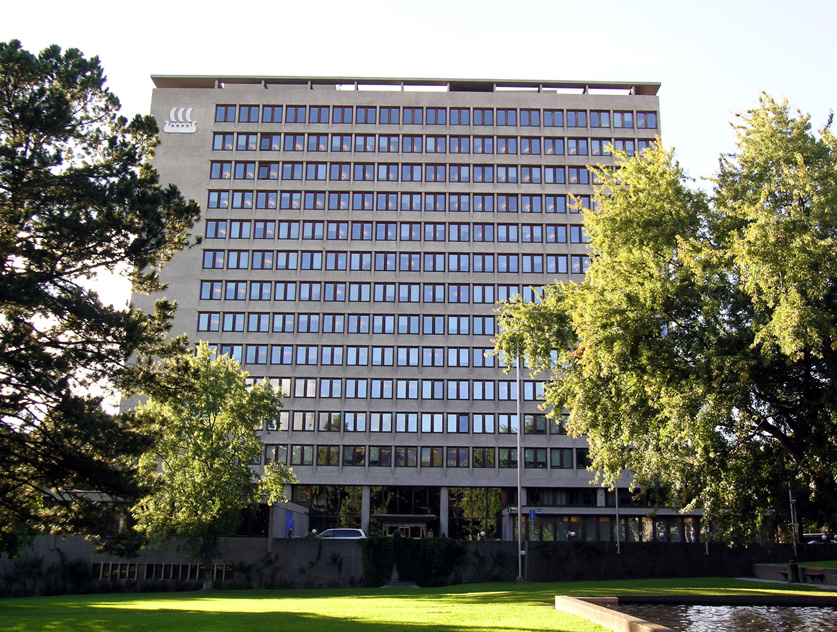
ساختمان دفتر مرکزی یارا اینترنشنال در اوسلو

یارا اینترنشنال (به نروژی: Yara International) شرکت صنایع شیمیایی نروژی است، که بزرگترین تولید کننده کودهای شیمیایی در جهان می‌باشد.
این شرکت همچنین انواع محصولات شیمیایی را تولید و عرضه می‌کند، این محصولات شامل: یخ خشک، نیترات‌ها، آمونیاک، اوره و سایر مواد شیمیایی بر پایه نیتروژن است.
شرکت یارا در سال ۱۹۰۵ توسط شرکت نورسک هیدرو و به‌عنوان یک شرکت تابعه و بخش تولید کود نیتروژنی نورسک هیدرو تأسیس شد. یارا اینترنشنال در سال ۲۰۰۴ از نورسک هیدرو جدا شد و به‌عنوان یک شرکت مستقل ثبت گردید.
دفتر مرکزی این شرکت در شهر اسلو، نروژ قرار دارد و بخشی از سهام آن در بازار بورس اوراق بهادار اسلو معامله می‌شود. در حال حاضر شمار کارکنان شرکت یارا اینترنشنال بیش از ۷٫۳۰۰ نفر است. این شرکت دارای عملیات در ۵۰ کشور است و محصولات خود را در ۱۲۰ کشور جهان عرضه می‌کند.